# رالف إيزلي
رالف إيزلي (بالإنجليزية: Ralph Easley)‏ هو صحفي ومدرس أمريكي، ولد في 1856، وتوفي في 1939.